# Tornei di tennis maschili nel 1938
Prima della nascita della cosiddetta "Era Open" del tennis, ossia l'apertura ai tennisti professionisti dei tornei che prima di quell'anno erano riservati ai tennisti dilettanti. Nel 1938 i tornei si distinguevano in pro e amatoriali: ai primi potevano partecipare solo i giocatori professionisti, mentre ai secondi potevano partecipare solo i tennisti dilettanti. Tutti i tornei più importanti erano amatoriali tra questi c'erano i tornei del Grande Slam: gli Australian Championships, gli Internazionali di Francia, il Torneo di Wimbledon e gli U.S. National Championships.

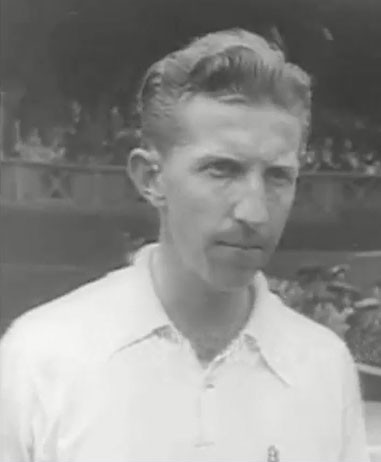
Don Budge è il primo tennista della storia a completare il Grande Slam

Il 1938 è famoso per essere stato l'anno in cui Don Budge, per la prima volta nella storia, riesce a vincere tutti e quattro i tornei del Grande Slam.

## Calendario

### Legenda
| Tornei amatoriali       |
| Tornei professionistici |

### Gennaio
| Settimana  | Torneo                                                                          | Vincitore                                | Finalista                         | Semifinalisti | Eliminati ai quarti |
| ---------- | ------------------------------------------------------------------------------- | ---------------------------------------- | --------------------------------- | ------------- | ------------------- |
| gennaio    | Monegasque Championships 1938 Monte Carlo, Monaco Singolare - Doppio            | Jean Borotra 6-3 11-9                    | Constantin Tanasescu              |               |                     |
| gennaio    | Monegasque Championships 1938 Monte Carlo, Monaco Singolare - Doppio            |                                          |                                   |               |                     |
| gennaio    | Beausite First Meeting 1938 Cannes, Francia Singolare - Doppio                  | George Lyttleton Rogers                  |                                   |               |                     |
| gennaio    | Beausite First Meeting 1938 Cannes, Francia Singolare - Doppio                  |                                          |                                   |               |                     |
| 9 gennaio  | Miami-Biltimore Championships 1938 Coral Gables, USA Singolare - Doppio         | Bryan Grant 3-6 6-2 7-9 8-6 6-3          | Bobby Riggs                       |               |                     |
| 9 gennaio  | Miami-Biltimore Championships 1938 Coral Gables, USA Singolare - Doppio         |                                          |                                   |               |                     |
| 16 gennaio | Nautilus Tennis Tournament 1938 Miami Beach, USA Singolare - Doppio             | Bobby Riggs 7-5 8-6 6-1                  | Wayne Sabin                       |               |                     |
| 16 gennaio | Nautilus Tennis Tournament 1938 Miami Beach, USA Singolare - Doppio             |                                          |                                   |               |                     |
| 31 gennaio | Australian Championships 1938 Adelaide, Australia Erba Singolare - Doppio       | Don Budge 6-4 6-2 6-1                    | John Bromwich                     |               |                     |
| 31 gennaio | Australian Championships 1938 Adelaide, Australia Erba Singolare - Doppio       | John Bromwich Adrian Quist 7-5, 6-4, 6-0 | Gottfried von Cramm Henner Henkel |               |                     |
| 23 gennaio | Dixie Championships 1938 Tampa, USA Singolare - Doppio                          | Bobby Riggs 6-3 6-0 7-5                  | Wayne Sabin                       |               |                     |
| 23 gennaio | Dixie Championships 1938 Tampa, USA Singolare - Doppio                          |                                          |                                   |               |                     |
| 23 gennaio | Jamaican International Championships 1938 Kingston, Giamaica Singolare - Doppio | Arthur H. Hendrix 6-2 6-4 6-2            | Donald Leahong                    |               |                     |
| 23 gennaio | Jamaican International Championships 1938 Kingston, Giamaica Singolare - Doppio |                                          |                                   |               |                     |
| 30 gennaio | Florida State Championships 1938 Orlando, USA Singolare - Doppio                | Elwood Cooke 8-6 6-4 6-0                 | Frank Kovacs                      |               |                     |
| 30 gennaio | Florida State Championships 1938 Orlando, USA Singolare - Doppio                |                                          |                                   |               |                     |
| 31 gennaio | Gallia Club Championships 1938 Cannes, Francia Singolare - Doppio               | William Robertson 6-1 6-3 7-5            | George Lyttleton Rogers           |               |                     |
| 31 gennaio | Gallia Club Championships 1938 Cannes, Francia Singolare - Doppio               |                                          |                                   |               |                     |

### Febbraio
| Settimana   | Torneo                                                                              | Vincitore                         | Finalista              | Semifinalisti | Eliminati ai quarti |
| ----------- | ----------------------------------------------------------------------------------- | --------------------------------- | ---------------------- | ------------- | ------------------- |
| febbraio    | French Covered Court Championships 1938 Parigi, Francia Singolare - Doppio          | Yvon Petra 9-7 7-5 3-6 9-7        | Karl Schroder          |               |                     |
| febbraio    | French Covered Court Championships 1938 Parigi, Francia Singolare - Doppio          |                                   |                        |               |                     |
| febbraio    | Scandinavian Championships 1938 Helsinki, Finlandia Singolare - Doppio              | Franjo Punčec 7-5 2-6 1-6 6-4 6-2 | Josip Pallada          |               |                     |
| febbraio    | Scandinavian Championships 1938 Helsinki, Finlandia Singolare - Doppio              |                                   |                        |               |                     |
| 6 febbraio  | Miami Surf Club Championships 1938 Miami Beach, USA Singolare - Doppio              | Bobby Riggs 2-6 6-3 6-4 6-2       | Frank Kovacs           |               |                     |
| 6 febbraio  | Miami Surf Club Championships 1938 Miami Beach, USA Singolare - Doppio              |                                   |                        |               |                     |
| 7 febbraio  | Carlton Club Championships 1938 Cannes, Francia Singolare - Doppio                  | Sin-Khie Kho 6-3 6-1 6-3          | William Robertson      |               |                     |
| 7 febbraio  | Carlton Club Championships 1938 Cannes, Francia Singolare - Doppio                  |                                   |                        |               |                     |
| 13 febbraio | Northern California Indoor Championships 1938 San Francisco, USA Singolare - Doppio | John Murio 6-3 6-2 6-4            | Ben Dey                |               |                     |
| 13 febbraio | Northern California Indoor Championships 1938 San Francisco, USA Singolare - Doppio |                                   |                        |               |                     |
| 13 febbraio | Everglades Invitation 1938 Palm Beach, USA Singolare - Doppio                       | Bobby Riggs 6-0 6-3 3-6 4-6 6-1   | Charles Russell Harris |               |                     |
| 13 febbraio | Everglades Invitation 1938 Palm Beach, USA Singolare - Doppio                       |                                   |                        |               |                     |
| 14 febbraio | South of France Championships 1938 Nizza, Francia Singolare - Doppio                | Sin-Khie Kho 6-1 2-6 6-0 8-6      | Max Ellmer             |               |                     |
| 14 febbraio | South of France Championships 1938 Nizza, Francia Singolare - Doppio                |                                   |                        |               |                     |
| 21 febbraio | Metropolitan Indoor 1938 New York, USA Singolare - Doppio                           | Leonard Hartman                   | Joseph Fishbach        |               |                     |
| 21 febbraio | Metropolitan Indoor 1938 New York, USA Singolare - Doppio                           |                                   |                        |               |                     |
| 21 febbraio | Torneo di Beaulieu 1938 Beaulieu-sur-Mer, Francia Singolare - Doppio                | Franjo Punčec 6-8 6-3 0-6 6-4 6-3 | Frantisek Cejnar       |               |                     |
| 21 febbraio | Torneo di Beaulieu 1938 Beaulieu-sur-Mer, Francia Singolare - Doppio                |                                   |                        |               |                     |
| 28 febbraio | Monte Carlo Cup 1938 Monte Carlo, Monaco Singolare - Doppio                         | Franjo Punčec 6-0 6-1 6-1         | Christian Boussus      |               |                     |
| 28 febbraio | Monte Carlo Cup 1938 Monte Carlo, Monaco Singolare - Doppio                         |                                   |                        |               |                     |

### Marzo
| Settimana | Torneo                                                                              | Vincitore                                | Finalista        | Semifinalisti               | Eliminati ai quarti |
| --------- | ----------------------------------------------------------------------------------- | ---------------------------------------- | ---------------- | --------------------------- | ------------------- |
| Marzo     | Egyptian International Cairo Championships 1938 Il Cairo, Egitto Singolare - Doppio | Roderick Menzel 6-4 6-2                  | Franjo Punčec    |                             |                     |
| Marzo     | Egyptian International Cairo Championships 1938 Il Cairo, Egitto Singolare - Doppio |                                          |                  |                             |                     |
| 5 marzo   | US Indoors 1938 New York, USA Singolare - Doppio                                    | Don McNeill 9-7 3-6 6-4 7-5              | Frank Bowden     |                             |                     |
| 5 marzo   | US Indoors 1938 New York, USA Singolare - Doppio                                    |                                          |                  |                             |                     |
| 5 marzo   | Queen's Covered Court Championships 1938 Londra, Gran Bretagna Singolare - Doppio   | Nigel Sharpe 6-4 6-4                     | John Olliff      |                             |                     |
| 5 marzo   | Queen's Covered Court Championships 1938 Londra, Gran Bretagna Singolare - Doppio   |                                          |                  |                             |                     |
| 7 marzo   | Riviera Championships 1938 Mentone, Francia Terra rossa Singolare - Doppio          | Karl Schroder 6-3 6-2 6-1                | Valentino Taroni |                             |                     |
| 7 marzo   | Riviera Championships 1938 Mentone, Francia Terra rossa Singolare - Doppio          |                                          |                  |                             |                     |
| 12 marzo  | South Australian Championships 1938 Adelaide, Australia Singolare - Doppio          | John Bromwich 9-7, 6-4, 6-1              | Leonard Schwartz | Reg W. Ewin Donald Turnball |                     |
| 12 marzo  | South Australian Championships 1938 Adelaide, Australia Singolare - Doppio          |                                          |                  | Reg W. Ewin Donald Turnball |                     |
| 14 marzo  | Cannes Lawn Tennis Club Championships 1938 Cannes, Francia Singolare - Doppio       | Karl Schroder 2-6 6-3 3-6 6-1 6-3        | Jean Le Sueur    |                             |                     |
| 14 marzo  | Cannes Lawn Tennis Club Championships 1938 Cannes, Francia Singolare - Doppio       |                                          |                  |                             |                     |
| 14 marzo  | Torneo di Bordighera 1938 Bordighera, Italia Singolare - Doppio                     | George Lyttleton Rogers 9-11 6-4 6-3 6-0 | Adam Baworowski  |                             |                     |
| 14 marzo  | Torneo di Bordighera 1938 Bordighera, Italia Singolare - Doppio                     |                                          |                  |                             |                     |
| 19 marzo  | Bermuda International Championships 1938 Hamilton, Bermuda Singolare - Doppio       | Wayne Sabin 4-6 6-3 6-3 6-4              | Don McNeill      |                             |                     |
| 19 marzo  | Bermuda International Championships 1938 Hamilton, Bermuda Singolare - Doppio       |                                          |                  |                             |                     |
| 27 marzo  | Palm Springs Invitational 1938 Palm Springs, USA Singolare - Doppio                 | Sidney Wood 76 6-1                       | Jack Tidball     |                             |                     |
| 27 marzo  | Palm Springs Invitational 1938 Palm Springs, USA Singolare - Doppio                 |                                          |                  |                             |                     |
| 28 marzo  | Cannes Championships 1938 Cannes, Francia Singolare - Doppio                        | George Lyttleton Rogers 6-4 6-3 6-3      | Karl Schroder    |                             |                     |
| 28 marzo  | Cannes Championships 1938 Cannes, Francia Singolare - Doppio                        |                                          |                  |                             |                     |

### Aprile
| Settimana | Torneo                                                                                               | Vincitore                                | Finalista                 | Semifinalisti | Eliminati ai quarti |
| --------- | --- | ---------------------------------------- | ------------------------- | ------------- | ------------------- |
| aprile    | Campionati Internazionali di Sicilia 1938 Palermo, Italia Singolare - Doppio                         | Vojtech Vodicka 6-4 2-6 6-4 6-3          | Boris Maneff              |               |                     |
| aprile    | Campionati Internazionali di Sicilia 1938 Palermo, Italia Singolare - Doppio                         |                                          |                           |               |                     |
| aprile    | New South Wales Hard Court Championships 1938 Dubbo, Australia Singolare - Doppio                    | Jack Crawford                            | non conosciuta (bandiera) |               |                     |
| aprile    | New South Wales Hard Court Championships 1938 Dubbo, Australia Singolare - Doppio                    |                                          |                           |               |                     |
| 3 aprile  | River Oaks International Tennis Tournament 1938 Houston, USA Singolare - Doppio                      | Wayne Sabin 6-4 4-6 4-6 6-0 6-2          | Ernest M. Sutter          |               |                     |
| 3 aprile  | River Oaks International Tennis Tournament 1938 Houston, USA Singolare - Doppio                      |                                          |                           |               |                     |
| 3 aprile  | Egyptian International Alexandria Championships 1938 Alessandria d'Egitto, Egitto Singolare - Doppio | Sin-Khie Kho 6-2 6-4 10-8                | Dragutin Mitic            |               |                     |
| 3 aprile  | Egyptian International Alexandria Championships 1938 Alessandria d'Egitto, Egitto Singolare - Doppio |                                          |                           |               |                     |
| 4 aprile  | Surrey Hard Court Championships 1938 Roehampton, Gran Bretagna Singolare - Doppio                    | Ronald Shayes 6-3 6-2                    | Cam Malfroy               |               |                     |
| 4 aprile  | Surrey Hard Court Championships 1938 Roehampton, Gran Bretagna Singolare - Doppio                    |                                          |                           |               |                     |
| 7 aprile  | South African Championships 1938 Johannesburg, Sudafrica Singolare - Doppio                          | Norman Farquharson 4-6 4-6 6-3 7-5 6-0   | Vernon Kirby              |               |                     |
| 7 aprile  | South African Championships 1938 Johannesburg, Sudafrica Singolare - Doppio                          |                                          |                           |               |                     |
| 11 aprile | Melbury Hard Court Championships 1938 Melbury, Gran Bretagna Singolare - Doppio                      | Bunny Henry Austin 6-4 6-4               | Harry G. Lee              |               |                     |
| 11 aprile | Melbury Hard Court Championships 1938 Melbury, Gran Bretagna Singolare - Doppio                      |                                          |                           |               |                     |
| 13 aprile | Atlanta Invitational 1938 Atlanta, USA Singolare - Doppio                                            | Bobby Riggs 6-3 2-6 6-4 8-6              | Dave N. Jones jr          |               |                     |
| 13 aprile | Atlanta Invitational 1938 Atlanta, USA Singolare - Doppio                                            |                                          |                           |               |                     |
| 15 aprile | Tally Ho! Hard Court Championships 1938 Birmingham, Gran Bretagna Singolare - Doppio                 | Donald Butler 6-0 6-4                    | Clarence M. Jones         |               |                     |
| 15 aprile | Tally Ho! Hard Court Championships 1938 Birmingham, Gran Bretagna Singolare - Doppio                 |                                          |                           |               |                     |
| 16 aprile | North & South Championships 1938 Pinehurst, USA Singolare - Doppio                                   | Archie Henderson 6-1 6-2 6-2             | Robert Strain             |               |                     |
| 16 aprile | North & South Championships 1938 Pinehurst, USA Singolare - Doppio                                   |                                          |                           |               |                     |
| 17 aprile | Beverley Hills Championships 1938 Beverly Hills, USA Singolare - Doppio                              | Sidney Wood 6-3 6-3 6-4                  | Frank Kovacs              |               |                     |
| 17 aprile | Beverley Hills Championships 1938 Beverly Hills, USA Singolare - Doppio                              |                                          |                           |               |                     |
| 18 aprile | Brighton Hard Court Championships 1938 Brighton, Gran Bretagna Singolare - Doppio                    | Bunny Henry Austin 8-10 6-1 6-3          | George Lyttleton Rogers   |               |                     |
| 18 aprile | Brighton Hard Court Championships 1938 Brighton, Gran Bretagna Singolare - Doppio                    |                                          |                           |               |                     |
| 21 aprile | North & South Pro Championships 1938 Pinehurst, USA Singolare - Doppio                               | Karel Koželuh                            | Jan Koželuh               |               |                     |
| 21 aprile | North & South Pro Championships 1938 Pinehurst, USA Singolare - Doppio                               | Vincent Richards Joe Whalen              | Karel Koželuh Jan Koželuh |               |                     |
| 23 aprile | British Hard Court Championships 1938 Bournemouth, Gran Bretagna Singolare - Doppio                  | Sin-Khie Kho 6-4 6-4 3-6 6-3             | Bunny Henry Austin        |               |                     |
| 23 aprile | British Hard Court Championships 1938 Bournemouth, Gran Bretagna Singolare - Doppio                  |                                          |                           |               |                     |
| 30 aprile | Hot Springs Invitation 1938 Hot Springs, USA Singolare - Doppio                                      | Arthur H. Hendrix 6-4 6-4 6-4            | Elwood Cooke              |               |                     |
| 30 aprile | Hot Springs Invitation 1938 Hot Springs, USA Singolare - Doppio                                      |                                          |                           |               |                     |
| 30 aprile | U.S Open 1938 Greenbrier, USA Terra verde Singolare - Doppio                                         | Bruce Barnes 5-7 6-1 6-4 3-6 6-4         | Karel Koželuh             |               |                     |
| 30 aprile | U.S Open 1938 Greenbrier, USA Terra verde Singolare - Doppio                                         | Bruce Barnes George Lott 6-3 6-3 4-6 6-2 | Karel Koželuh Jan Koželuh |               |                     |

### Maggio
| Settimana  | Torneo                                                                              | Vincitore                      | Finalista                | Semifinalisti | Eliminati ai quarti |
| ---------- | ----------------------------------------------------------------------------------- | ------------------------------ | ------------------------ | ------------- | ------------------- |
| maggio     | Australian Hard Court Championships 1938 Sydney, Australia Singolare - Doppio       | Jack Crawford                  |                          |               |                     |
| maggio     | Australian Hard Court Championships 1938 Sydney, Australia Singolare - Doppio       |                                |                          |               |                     |
| maggio     | Southern California Championships 1938 Los Angeles, USA Singolare - Doppio          | Joseph R. Hunt 2-6 6-2 6-1 7-5 | Jack Kramer              |               |                     |
| maggio     | Southern California Championships 1938 Los Angeles, USA Singolare - Doppio          |                                |                          |               |                     |
| 8 maggio   | California State Championships 1938 Sacramento, USA Singolare - Doppio              | Frank Kovacs 2-6 7-5 6-3 6-1   | Jack Kramer              |               |                     |
| 8 maggio   | California State Championships 1938 Sacramento, USA Singolare - Doppio              |                                |                          |               |                     |
| 10 maggio  | Southdean Hard Court Championships 1938 Southdean, Gran Bretagna Singolare - Doppio | Sin-Khie Kho 8-6 7-5           | Eric Peters              |               |                     |
| 10 maggio  | Southdean Hard Court Championships 1938 Southdean, Gran Bretagna Singolare - Doppio |                                |                          |               |                     |
| 13 maggio  | Wiesbaden Championships 1938 Wiesbaden, Germania Singolare - Doppio                 | Owen Anderson 6-1 3-6 6-4 6-4  | Henner Henkel            |               |                     |
| 13 maggio  | Wiesbaden Championships 1938 Wiesbaden, Germania Singolare - Doppio                 |                                |                          |               |                     |
| 1-6 maggio | Surrey Championships 1938 Surbiton, Gran Bretagna Singolare - Doppio                | John Olliff 2-6 6-4 6-3        | Eric Filby               |               |                     |
| 1-6 maggio | Surrey Championships 1938 Surbiton, Gran Bretagna Singolare - Doppio                |                                |                          |               |                     |
| 23 maggio  | Middlesex Championships 1938 Chiswick Park, Gran Bretagna Singolare - Doppio        | Wai-Chuen Choy 6-2 6-4         | Eric Filby               |               |                     |
| 23 maggio  | Middlesex Championships 1938 Chiswick Park, Gran Bretagna Singolare - Doppio        |                                |                          |               |                     |
| 30 maggio  | Torneo di Saint George's Hill 1938 Weybridge, Gran Bretagna Singolare - Doppio      | Nigel Sharpe 8-6 6-2           | Donald McPhail           |               |                     |
| 30 maggio  | Torneo di Saint George's Hill 1938 Weybridge, Gran Bretagna Singolare - Doppio      |                                |                          |               |                     |
| 30 maggio  | Orange Club Championships 1938 South Orange, USA Singolare - Doppio                 | Elwood Cooke 6-4 6-2 6-2       | Arthur H. Hendrix        |               |                     |
| 30 maggio  | Orange Club Championships 1938 South Orange, USA Singolare - Doppio                 |                                |                          |               |                     |
| 30 maggio  | Connecticut State Championships 1938 New Haven, USA Singolare - Doppio              | Martin Buxby 6-1 6-4 5-7 6-2   | Bernard George Coghlan   |               |                     |
| 30 maggio  | Connecticut State Championships 1938 New Haven, USA Singolare - Doppio              |                                |                          |               |                     |
| 30 maggio  | Torneo di Liverpool 1938 Liverpool, Gran Bretagna Singolare - Doppio                | Sin-Khie Kho 7-5 4-6 8-6       | Clarence Medlycott Jones |               |                     |
| 30 maggio  | Torneo di Liverpool 1938 Liverpool, Gran Bretagna Singolare - Doppio                |                                |                          |               |                     |

### Giugno
| Settimana | Torneo                                                                               | Vincitore                           | Finalista              | Semifinalisti | Eliminati ai quarti |
| --------- | ------------------------------------------------------------------------------------ | ----------------------------------- | ---------------------- | ------------- | ------------------- |
| giugno    | Middle States Championships 1938 Filadelfia, USA Singolare - Doppio                  | Harman 2-6 6-2 7-5 6-8 6-2          | Hoggs                  |               |                     |
| giugno    | Middle States Championships 1938 Filadelfia, USA Singolare - Doppio                  |                                     |                        |               |                     |
| giugno    | Dutch International Championships 1938 Noordwijk, Paesi Bassi Singolare - Doppio     | Franjo Kukuljevic 6-4 6-3 6-2       | Tom Hughan             |               |                     |
| giugno    | Dutch International Championships 1938 Noordwijk, Paesi Bassi Singolare - Doppio     |                                     |                        |               |                     |
| giugno    | Victorian Hard Court Championships 1938 Melbourne, Australia Singolare - Doppio      | Lionel Brodie                       |                        |               |                     |
| giugno    | Victorian Hard Court Championships 1938 Melbourne, Australia Singolare - Doppio      |                                     |                        |               |                     |
| giugno    | Berlin Championships 1938 (Red White Club) Berlino, Germania Singolare - Doppio      | Jaroslav Drobny 6-2 3-6 3-6 6-3 6-3 | Hans Redl              |               |                     |
| giugno    | Berlin Championships 1938 (Red White Club) Berlino, Germania Singolare - Doppio      |                                     |                        |               |                     |
| 2 giugno  | New England Championships 1938 Hartford, USA Singolare - Doppio                      | Elwood Cooke 1-6 5-7 6-0 6-1 6-1    | Howard V. Stephens Jr. |               |                     |
| 2 giugno  | New England Championships 1938 Hartford, USA Singolare - Doppio                      |                                     |                        |               |                     |
| 3 giugno  | The Priory 1938 Birmingham, Gran Bretagna Singolare - Doppio                         | Sin-Khie Kho 4-6 6-2 6-4            | Constantin Tanasescu   |               |                     |
| 3 giugno  | The Priory 1938 Birmingham, Gran Bretagna Singolare - Doppio                         |                                     |                        |               |                     |
| 6 giugno  | West of England Championships 1938 Bristol, Gran Bretagna Singolare - Doppio         | Jimmy Mehta 6-2 6-3                 | Cam Malfroy            |               |                     |
| 6 giugno  | West of England Championships 1938 Bristol, Gran Bretagna Singolare - Doppio         |                                     |                        |               |                     |
| 6 giugno  | Kent Championships 1938 Beckenham, Gran Bretagna Singolare - Doppio                  | John Olliff 6-2 6-3                 | Nigel Sharpe           |               |                     |
| 6 giugno  | Kent Championships 1938 Beckenham, Gran Bretagna Singolare - Doppio                  |                                     |                        |               |                     |
| 11 giugno | Internazionali di Francia 1938 Parigi, Francia Terra rossa Singolare - Doppio        | Don Budge 6-3 6-2 6-4               | Roderick Menzel        |               |                     |
| 11 giugno | Internazionali di Francia 1938 Parigi, Francia Terra rossa Singolare - Doppio        |                                     |                        |               |                     |
| 12 giugno | Brooklyn Championships 1938 New York, USA Singolare - Doppio                         | Elwood Cooke 6-0 6-4 6-4            | Frank Bowden           |               |                     |
| 12 giugno | Brooklyn Championships 1938 New York, USA Singolare - Doppio                         |                                     |                        |               |                     |
| 18 giugno | Queen's Club Championships 1938 Londra, Gran Bretagna Singolare - Doppio             | Bunny Henry Austin 6-2 6-0          | Sin-Khie Kho           |               |                     |
| 18 giugno | Queen's Club Championships 1938 Londra, Gran Bretagna Singolare - Doppio             |                                     |                        |               |                     |
| 19 giugno | Missouri Valley Championships 1938 Saint Louis, USA Singolare - Doppio               | Bobby Riggs 6-4 7-5 6-4             | Don McNeill            |               |                     |
| 19 giugno | Missouri Valley Championships 1938 Saint Louis, USA Singolare - Doppio               |                                     |                        |               |                     |
| 29 giugno | U.S. Men's Clay Court Championships 1938 Chicago, USA Terra rossa Singolare - Doppio | Bobby Riggs 6-4 5-7 4-6 6-1 7-5     | Gardnar Mulloy         |               |                     |
| 29 giugno | U.S. Men's Clay Court Championships 1938 Chicago, USA Terra rossa Singolare - Doppio |                                     |                        |               |                     |

### Luglio
| Settimana | Torneo                                                                                    | Vincitore                                         | Finalista                                                        | Semifinalisti | Eliminati ai quarti |
| --------- | ----------------------------------------------------------------------------------------- | ------------------------------------------------- | ---------------------------------------------------------------- | ------------- | ------------------- |
| luglio    | Yugoslavian International Championships 1938 Zagabria, Jugoslavia Singolare - Doppio      | Franjo Punčec 6-2 6-2 4-6 6-2                     | Dragutin Mitic                                                   |               |                     |
| luglio    | Yugoslavian International Championships 1938 Zagabria, Jugoslavia Singolare - Doppio      |                                                   |                                                                  |               |                     |
| 2 luglio  | Torneo di Wimbledon 1938 Londra, Gran Bretagna Erba Singolare - Doppio                    | Don Budge 6-1 6-0 6-3                             | Bunny Henry Austin                                               |               |                     |
| 2 luglio  | Torneo di Wimbledon 1938 Londra, Gran Bretagna Erba Singolare - Doppio                    | Don Budge Gene Mako 6-4, 3-6, 6-3, 8-6            | Henner Henkel George von Metasa                                  |               |                     |
| 4 luglio  | Nassau Bowl 1938 Glen Cove, USA Singolare - Doppio                                        | J. Gilbert Hall 6-4 6-4 8-6                       | Gilbert A. Hunt                                                  |               |                     |
| 4 luglio  | Nassau Bowl 1938 Glen Cove, USA Singolare - Doppio                                        |                                                   |                                                                  |               |                     |
| 4 luglio  | East of England Championships 1938 Felixstowe, Gran Bretagna Singolare - Doppio           | Lawrence Shaffi 2-6 6-3 6-2                       | Martinelli                                                       |               |                     |
| 4 luglio  | East of England Championships 1938 Felixstowe, Gran Bretagna Singolare - Doppio           |                                                   |                                                                  |               |                     |
| 4 luglio  | Midland Counties Championships 1938 Edgbaston, Gran Bretagna Singolare - Doppio           | Franjo Punčec 7-5 5-7 6-4                         | Sin-Khie Kho                                                     |               |                     |
| 4 luglio  | Midland Counties Championships 1938 Edgbaston, Gran Bretagna Singolare - Doppio           |                                                   |                                                                  |               |                     |
| 4 luglio  | Tri-State Championships 1938 Cincinnati, USA Terra rossa Singolare - Doppio               | Bobby Riggs 6-2 7-5 6-3                           | Frank Andrew Parker                                              |               |                     |
| 4 luglio  | Tri-State Championships 1938 Cincinnati, USA Terra rossa Singolare - Doppio               | Bobby Riggs Charles Hare 6-1, 6-1, 6-1            | Ted Olewine Ronald Lubin                                         |               |                     |
| 9 luglio  | German Championships 1938 Amburgo, Germania Singolare - Doppio                            | Otto Szigeti 8-6 6-8 6-3 6-3                      | Bernard Destremeau                                               |               |                     |
| 9 luglio  | German Championships 1938 Amburgo, Germania Singolare - Doppio                            |                                                   |                                                                  |               |                     |
| 10 luglio | Czechoslovakian International Championships 1938 Praga, Cecoslovacchia Singolare - Doppio | Don Budge 6-1 6-4 6-4                             | Ladislav Hecht                                                   |               |                     |
| 10 luglio | Czechoslovakian International Championships 1938 Praga, Cecoslovacchia Singolare - Doppio |                                                   |                                                                  |               |                     |
| 10 luglio | Fox River Valley Championships 1938 Neenah, USA Singolare - Doppio                        | Bobby Riggs                                       | Ernest Sutter                                                    |               |                     |
| 10 luglio | Fox River Valley Championships 1938 Neenah, USA Singolare - Doppio                        |                                                   |                                                                  |               |                     |
| 10 luglio | New Jersey State Championships 1938 Montclair, USA Singolare - Doppio                     | Donald S. Hawley 6-4 6-4 6-4                      | Robert Peacock                                                   |               |                     |
| 10 luglio | New Jersey State Championships 1938 Montclair, USA Singolare - Doppio                     |                                                   |                                                                  |               |                     |
| 10 luglio | Irish Championships 1938 Dublino, Irlanda Singolare - Doppio                              | Owen Anderson 6-3 7-5 4-6 6-3                     | George Lyttleton Rogers                                          |               |                     |
| 10 luglio | Irish Championships 1938 Dublino, Irlanda Singolare - Doppio                              |                                                   |                                                                  |               |                     |
| 11 luglio | Welsh Championships 1938 Newport, Gran Bretagna Singolare - Doppio                        | George Lyttleton Rogers 6-2 2-6 6-1               | Josip Pallada                                                    |               |                     |
| 11 luglio | Welsh Championships 1938 Newport, Gran Bretagna Singolare - Doppio                        |                                                   |                                                                  |               |                     |
| 11 luglio | Northern Championships 1938 Manchester, Gran Bretagna Singolare - Doppio                  | F. Jack Piercy 6-4 10-8                           | Clifford Hovell                                                  |               |                     |
| 11 luglio | Northern Championships 1938 Manchester, Gran Bretagna Singolare - Doppio                  |                                                   |                                                                  |               |                     |
| 11 luglio | Torneo di Frinton-on-Sea 1938 Frinton-on-Sea, Gran Bretagna Singolare - Doppio            | Wai-Chuen Choy 6-4 6-4                            | John Olliff                                                      |               |                     |
| 11 luglio | Torneo di Frinton-on-Sea 1938 Frinton-on-Sea, Gran Bretagna Singolare - Doppio            |                                                   |                                                                  |               |                     |
| 11 luglio | Torneo di Cheltenham 1938 Cheltenham, Gran Bretagna Singolare - Doppio                    | Sin-Khie Kho 2-6 6-3 6-4                          | George Godsell                                                   |               |                     |
| 11 luglio | Torneo di Cheltenham 1938 Cheltenham, Gran Bretagna Singolare - Doppio                    |                                                   |                                                                  |               |                     |
| 15 luglio | Lake Mohank Invitational 1938 Lake Mohank, USA Singolare - Doppio                         | S. Ellsworth Davenport III 3-6 6-8 7-5 6-4 ritiro | Jerry Lang                                                       |               |                     |
| 15 luglio | Lake Mohank Invitational 1938 Lake Mohank, USA Singolare - Doppio                         |                                                   |                                                                  |               |                     |
| 16 luglio | Southport Pro Championships 1938 Southport, Gran Bretagna Singolare - Doppio              | Hans Nüsslein Round Robin                         | Bill Tilden Albert Burke Dan Maskell Martin Plaa Robert Ramillon |               |                     |
| 16 luglio | Southport Pro Championships 1938 Southport, Gran Bretagna Singolare - Doppio              |                                                   |                                                                  |               |                     |
| 17 luglio | Spring Lake Invitation 1938 Spring Lake, USA Singolare - Doppio                           | Frank Andrew Parker 6-3 6-3 6-3                   | Archie Henderson                                                 |               |                     |
| 17 luglio | Spring Lake Invitation 1938 Spring Lake, USA Singolare - Doppio                           |                                                   |                                                                  |               |                     |
| 17 luglio | Torneo di La Jolla 1938 La Jolla, USA Singolare - Doppio                                  | Gene Smith 6-4 6-2 6-4                            | Tommy Chambers                                                   |               |                     |
| 17 luglio | Torneo di La Jolla 1938 La Jolla, USA Singolare - Doppio                                  |                                                   |                                                                  |               |                     |
| 17 luglio | New York State Clay Court Championships 1938 Forest Hills, USA Singolare - Doppio         | Frank Guernsey 6-4 12-10 8-6                      | Julius D. Heldman                                                |               |                     |
| 17 luglio | New York State Clay Court Championships 1938 Forest Hills, USA Singolare - Doppio         |                                                   |                                                                  |               |                     |
| 20 luglio | Torneo di Sheffield & Hallamshire 1938 Sheffield, Gran Bretagna Singolare - Doppio        | Ghaus Mohammad 5-7 6-3 6-1                        | Cam Malfroy                                                      |               |                     |
| 20 luglio | Torneo di Sheffield & Hallamshire 1938 Sheffield, Gran Bretagna Singolare - Doppio        |                                                   |                                                                  |               |                     |
| 23 luglio | New Hampshire State Championships 1938 Crawford Notch, USA Singolare - Doppio             | S. Ellsworth Davenport III 7-5 6-1 6-2            | Donald Meiklejohn                                                |               |                     |
| 23 luglio | New Hampshire State Championships 1938 Crawford Notch, USA Singolare - Doppio             |                                                   |                                                                  |               |                     |
| 25 luglio | Northumberland Championships 1938 Newcastle upon Tyne, Gran Bretagna Singolare - Doppio   | Cam Malfroy 11-9 6-1                              | Donald Butler                                                    |               |                     |
| 25 luglio | Northumberland Championships 1938 Newcastle upon Tyne, Gran Bretagna Singolare - Doppio   |                                                   |                                                                  |               |                     |
| 25 luglio | Longwood Bowl 1938 Brookline, USA Erba Singolare - Doppio                                 | Bobby Riggs 6-4 6-0 6-4                           | Frank Kovacs                                                     |               |                     |
| 25 luglio | Longwood Bowl 1938 Brookline, USA Erba Singolare - Doppio                                 |                                                   |                                                                  |               |                     |
| 31 luglio | Northern New Jersey Championships 1938 Westfield, USA Singolare - Doppio                  | William McGehee 6-1 6-3 6-1                       | Edward De Gray                                                   |               |                     |
| 31 luglio | Northern New Jersey Championships 1938 Westfield, USA Singolare - Doppio                  |                                                   |                                                                  |               |                     |
| 31 luglio | Seabright Invitational 1938 Seabright, USA Erba Singolare - Doppio                        | Bobby Riggs 6-1 6-3 6-1                           | Elwood Cooke                                                     |               |                     |
| 31 luglio | Seabright Invitational 1938 Seabright, USA Erba Singolare - Doppio                        |                                                   |                                                                  |               |                     |
| 31 luglio | Eastern Clay Court Championships 1938 Jackson Heights, USA Singolare - Doppio             | Gerard B. Podesta 6-3 6-2 2-6 6-1                 | Joseph Fishbach                                                  |               |                     |
| 31 luglio | Eastern Clay Court Championships 1938 Jackson Heights, USA Singolare - Doppio             |                                                   |                                                                  |               |                     |

### Agosto
| Settimana | Torneo                                                                            | Vincitore                                   | Finalista                 | Semifinalisti | Eliminati ai quarti |
| --------- | --------------------------------------------------------------------------------- | ------------------------------------------- | ------------------------- | ------------- | ------------------- |
| agosto    | British Pro Championships 1938 Eastbourne, Gran Bretagna Singolare - Doppio       | Dan Maskell                                 | non conosciuta (bandiera) |               |                     |
| agosto    | British Pro Championships 1938 Eastbourne, Gran Bretagna Singolare - Doppio       | Dan Maskell T. Jeffery                      | Roberts H. Wightman       |               |                     |
| 1º agosto | Suffolk Championships 1938 Saxmundham, Gran Bretagna Singolare - Doppio           | F. Jack Piercy 6-3 6-0                      | John T. B. Leader         |               |                     |
| 1º agosto | Suffolk Championships 1938 Saxmundham, Gran Bretagna Singolare - Doppio           |                                             |                           |               |                     |
| 1º agosto | Hampshire Championships 1938 Bournemouth, Gran Bretagna Singolare - Doppio        | Donald Butler 6-3 3-6 6-2                   | George Godsell            |               |                     |
| 1º agosto | Hampshire Championships 1938 Bournemouth, Gran Bretagna Singolare - Doppio        |                                             |                           |               |                     |
| 6 agosto  | Canadian Championships 1938 Toronto, Canada Singolare - Doppio                    | Frank A. Parker 6-2 6-2 9-7                 | Wilmer Allison            |               |                     |
| 6 agosto  | Canadian Championships 1938 Toronto, Canada Singolare - Doppio                    | Wilmer Allison Frank Parker 6-0 6-4 6-8 6-3 | Bobby Murray Laird Watt   |               |                     |
| 6 agosto  | Southampton Invitation 1938 Southampton, USA Erba Singolare - Doppio              | Bobby Riggs 6-0 6-3 7-5                     | Sidney Wood               |               |                     |
| 6 agosto  | Southampton Invitation 1938 Southampton, USA Erba Singolare - Doppio              |                                             |                           |               |                     |
| 8 agosto  | Derbyshire Championships 1938 Buxton, Gran Bretagna Singolare - Doppio            | Jack Deloford 3-6 7-5 6-4                   | Clarence Medlycott Jones  |               |                     |
| 8 agosto  | Derbyshire Championships 1938 Buxton, Gran Bretagna Singolare - Doppio            |                                             |                           |               |                     |
| 14 agosto | Eastern Grass Court Championships 1938 Rye, USA Erba Singolare - Doppio           | Bobby Riggs 6-4 6-3 3-6 10-8                | Joseph Raphael Hunt       |               |                     |
| 14 agosto | Eastern Grass Court Championships 1938 Rye, USA Erba Singolare - Doppio           |                                             |                           |               |                     |
| 15 agosto | North of England Championships 1938 Scarborough, Gran Bretagna Singolare - Doppio | Donald William Butler 6-2 6-4               | Clarence Medlycott Jones  |               |                     |
| 15 agosto | North of England Championships 1938 Scarborough, Gran Bretagna Singolare - Doppio |                                             |                           |               |                     |
| 15 agosto | Cinque Ports Championships 1938 Folkestone, Gran Bretagna Singolare - Doppio      | Derek Bull 6-2 6-1                          | Duncan                    |               |                     |
| 15 agosto | Cinque Ports Championships 1938 Folkestone, Gran Bretagna Singolare - Doppio      |                                             |                           |               |                     |
| 15 agosto | West Sussex Championships 1938 Bognor Regis, Gran Bretagna Singolare - Doppio     | Bean 7-5 6-4                                | James Bayley              |               |                     |
| 15 agosto | West Sussex Championships 1938 Bognor Regis, Gran Bretagna Singolare - Doppio     |                                             |                           |               |                     |
| 20 agosto | Seigniory Club Championships 1938 Québec, Canada Singolare - Doppio               | Don McNeill 3-6 6-1 6-2                     | Harold Surface            |               |                     |
| 20 agosto | Seigniory Club Championships 1938 Québec, Canada Singolare - Doppio               |                                             |                           |               |                     |
| 20 agosto | Newport Casino Trophy 1938 Newport, USA Erba Singolare - Doppio                   | Don Budge 6-3 6-3 6-2                       | Sidney Wood               |               |                     |
| 20 agosto | Newport Casino Trophy 1938 Newport, USA Erba Singolare - Doppio                   |                                             |                           |               |                     |
| 22 agosto | Torneo di Hastings 1938 Hastings, Gran Bretagna Singolare - Doppio                | Mahomed 6-1 6-1                             | Dennis C. Coombe          |               |                     |
| 22 agosto | Torneo di Hastings 1938 Hastings, Gran Bretagna Singolare - Doppio                |                                             |                           |               |                     |
| 28 agosto | Torneo di Halifax 1938 Halifax, Canada Singolare - Doppio                         | John McDiarmid                              | Haïré                     |               |                     |
| 28 agosto | Torneo di Halifax 1938 Halifax, Canada Singolare - Doppio                         |                                             |                           |               |                     |

### Settembre
| Settimana    | Torneo                                                                           | Vincitore                         | Finalista                   | Semifinalisti | Eliminati ai quarti |
| ------------ | -------------------------------------------------------------------------------- | --------------------------------- | --------------------------- | ------------- | ------------------- |
| 5 settembre  | South of England Championships 1938 Eastbourne, Gran Bretagna Singolare - Doppio | Donald Butler 6-4 6-1             | Clarence M. Jones           |               |                     |
| 5 settembre  | South of England Championships 1938 Eastbourne, Gran Bretagna Singolare - Doppio |                                   |                             |               |                     |
| 11 settembre | French Pro Championships 1938 Parigi, Francia Terra rossa Singolare - Doppio     | Hans Nüsslein 6–0, 6–1, 6–2       | Bill Tilden                 |               |                     |
| 11 settembre | French Pro Championships 1938 Parigi, Francia Terra rossa Singolare - Doppio     | Martin Plaa Robert Ramillon       | Hans Nüsslein Bill Tilden   |               |                     |
| 18 settembre | German Pro Championships 1938 Berlino, Germania Terra rossa Singolare - Doppio   | Hans Nüsslein Round Robin         | Robert Ramillon H. Vissault |               |                     |
| 18 settembre | German Pro Championships 1938 Berlino, Germania Terra rossa Singolare - Doppio   | Robert Ramillon H. Vissault       | Kautz Hans Nüsslein         |               |                     |
| 24 settembre | U.S. National Championships 1938 New York, USA Erba Singolare - Doppio           | Don Budge 6-3 6-8 6-2 6-1         | Gene Mako                   |               |                     |
| 24 settembre | U.S. National Championships 1938 New York, USA Erba Singolare - Doppio           | Don Budge Gene Mako 6-3, 6-2, 6-1 | Adrian Quist John Bromwich  |               |                     |

### Ottobre
| Settimana  | Torneo                                                                                   | Vincitore                                        | Finalista                                    | Semifinalisti | Eliminati ai quarti |
| ---------- | ---------------------------------------------------------------------------------------- | ------------------------------------------------ | -------------------------------------------- | ------------- | ------------------- |
| ottobre    | Queensland Championships 1938 Brisbane, Australia Singolare - Doppio                     | John Bromwich 4-6 6-1 6-1 4-6 6-3                | James Gilchrist                              |               |                     |
| ottobre    | Queensland Championships 1938 Brisbane, Australia Singolare - Doppio                     |                                                  |                                              |               |                     |
| ottobre    | Wembley Championship 1938 Londra, Gran Bretagna Parquet indoor Singolare - Doppio        | Hans Nüsslein 7-5, 3-6, 6-3, 3-6, 6-2            | Bill Tilden                                  |               |                     |
| ottobre    | Wembley Championship 1938 Londra, Gran Bretagna Parquet indoor Singolare - Doppio        |                                                  |                                              |               |                     |
| 2 ottobre  | U.S. Pro Tennis Championships 1938 Chicago, USA Canvas inddor Singolare - Doppio         | Fred Perry 6-3, 6-2, 6-4                         | Bruce Barnes                                 |               |                     |
| 2 ottobre  | U.S. Pro Tennis Championships 1938 Chicago, USA Canvas inddor Singolare - Doppio         | Fred Perry Vincent Richards                      | Bruce Barnes Berkeley Bell                   |               |                     |
| 3 ottobre  | Pacific Southwest Championships 1938 Los Angeles, USA Cemento Singolare - Doppio         | Adrian Quist 6-3 0-6 6-4 6-4                     | Harry Hopman                                 |               |                     |
| 3 ottobre  | Pacific Southwest Championships 1938 Los Angeles, USA Cemento Singolare - Doppio         |                                                  |                                              |               |                     |
| 3 ottobre  | Brighton Hard Court Autumn Championships 1938 Brighton, Gran Bretagna Singolare - Doppio | Sin-Khie Kho 6-1 6-3                             | Dennis C. Coombe                             |               |                     |
| 3 ottobre  | Brighton Hard Court Autumn Championships 1938 Brighton, Gran Bretagna Singolare - Doppio |                                                  |                                              |               |                     |
| 8 ottobre  | Hot Springs Fall Championships 1938 Hot Springs, USA Singolare - Doppio                  | Gilbert Hall 6-2 6-1 6-1                         | Percy Lloyd Kynaston                         |               |                     |
| 8 ottobre  | Hot Springs Fall Championships 1938 Hot Springs, USA Singolare - Doppio                  |                                                  |                                              |               |                     |
| 11 ottobre | Pacific Coast Championships 1938 Berkeley, USA Cemento Singolare - Doppio                | Harry Hopman 5-7 6-2 7-5 8-6                     | Jack Tidball                                 |               |                     |
| 11 ottobre | Pacific Coast Championships 1938 Berkeley, USA Cemento Singolare - Doppio                | Harry Hopman Leonard Schwartz 7-5, 2-6, 6-1, 6-0 | Jack Bromwich Adrian Quist                   |               |                     |
| 15 ottobre | British Covered Court Championships 1938 Londra, Gran Bretagna Singolare - Doppio        | Jean Borotra 6-0 4-6 6-4 6-2                     | Donald Butler                                |               |                     |
| 15 ottobre | British Covered Court Championships 1938 Londra, Gran Bretagna Singolare - Doppio        |                                                  |                                              |               |                     |
| 23 ottobre | Belgian Pro Championships 1938 Bruxelles, Belgio Singolare - Doppio                      | Hans Nüsslein Round Robin                        | Bill Tilden Robert Ramillon Vincent Richards |               |                     |
| 23 ottobre | Belgian Pro Championships 1938 Bruxelles, Belgio Singolare - Doppio                      |                                                  |                                              |               |                     |
| 27 ottobre | Danish Pro Championships 1938 Copenaghen, Danimarca Singolare - Doppio                   | Hans Nüsslein Round Robin                        | Bill Tilden Robert Ramillon Vincent Richards |               |                     |
| 27 ottobre | Danish Pro Championships 1938 Copenaghen, Danimarca Singolare - Doppio                   |                                                  |                                              |               |                     |

### Novembre
| Settimana   | Torneo                                                                                | Vincitore                        | Finalista          | Semifinalisti | Eliminati ai quarti |
| ----------- | ------------------------------------------------------------------------------------- | -------------------------------- | ------------------ | ------------- | ------------------- |
| novembre    | Tennis Club de Paris Tournament 1938 Parigi, Francia Singolare - Doppio               | Jean Borotra 4-6 6-2 4-6 6-3 6-0 | Bernard Destremeau |               |                     |
| novembre    | Tennis Club de Paris Tournament 1938 Parigi, Francia Singolare - Doppio               |                                  |                    |               |                     |
| 27 novembre | Argentina International Championships 1938 Buenos Aires, Argentina Singolare - Doppio | Franjo Punčec 2-6 6-4 7-5 6-0    | Josip Pallada      |               |                     |
| 27 novembre | Argentina International Championships 1938 Buenos Aires, Argentina Singolare - Doppio |                                  |                    |               |                     |

### Dicembre
| Settimana  | Torneo                                                                  | Vincitore                     | Finalista         | Semifinalisti              | Eliminati ai quarti |
| ---------- | ----------------------------------------------------------------------- | ----------------------------- | ----------------- | -------------------------- | ------------------- |
| Dicembre   | Coupe de Noel 1938 Parigi, Francia Singolare - Doppio                   | Henri Bolelli 6-2 6-2 1-6 8-6 | Christian Boussus |                            |                     |
| Dicembre   | Coupe de Noel 1938 Parigi, Francia Singolare - Doppio                   |                               |                   |                            |                     |
| Dicembre   | Victorian Championships 1938 Melbourne, Australia Singolare - Doppio    | Adrian Quist 6-2 6-3 6-1      | John Bromwich     |                            |                     |
| Dicembre   | Victorian Championships 1938 Melbourne, Australia Singolare - Doppio    |                               |                   |                            |                     |
| 4 dicembre | New South Wales Championships 1938 Sydney, Australia Singolare - Doppio | John Bromwich 6-2, 6-4, 6-1   | Adrian Quist      | Harry Hopman Jack Crawford |                     |
| 4 dicembre | New South Wales Championships 1938 Sydney, Australia Singolare - Doppio |                               |                   | Harry Hopman Jack Crawford |                     |

## Pro tour
Nel corso dell'anno si giocarono diversi tornei che facevano parte dei pro tour: un insieme di tornei composti da pochi partecipanti: da 2, 4 o 6 giocatori in cui i migliori tennisti si sfidavano in scontri diretti in varie località. Il vincitore del tour era il tennista che aveva un vantaggio nei testa a testa con gli altri giocatori.
| Data                   | Località    | Nome del tour       | Partecipanti               |
| ---------------------- | ----------- | ------------------- | -------------------------- |
| 11 gennaio - 30 maggio | Stati Uniti | U.S. Pro Tour 1938  | Ellsworth Vines Fred Perry |
| novembre               | Caraibi     | Caribbean Tour 1938 | Ellsworth Vines Fred Perry |